# Hugo I van Perche
Hugo I van Perche ook bekend als Hugo II van Châteaudun († 1044) was van 1040 tot aan zijn dood burggraaf van Châteaudun en graaf van Perche.

## Levensloop
Hugo I was de oudste zoon van graaf Godfried I van Perche, onder de naam Godfried II eveneens burggraaf van Châteaudun, en diens echtgenote Helvise, dochter van heer Rainard van Pithiviers.
In 1040 volgde hij zijn vader op als burggraaf van Châteaudun en graaf van Perche. In deze functie deed hij verschillende donaties aan de abdij van Saint-Denis de Nogent.
Hugo was gehuwd met Adela, wier afkomst onbekend gebleven is. Het huwelijk bleef kinderloos. Hierdoor werd hij na zijn dood in 1044 opgevolgd door zijn jongere broer Rotrud II.